# Trevor Brooking
Sir Trevor David Brooking CBE, född 2 oktober 1948, är en engelsk före detta fotbollsspelare. Brooking spelade nästan hela sin karriär i West Ham United där han totalt gjorde 647 matcher. 2009 döptes en läktare på West Hams arena Upton Park till "Sir Trevor Brooking Stand".

## Klubbkarriär
I juli 1965 kom Trevor Brooking till West Ham United, då han skrev på ett lärlingskontrakt. 29 augusti 1967 kom så hans debut i en 3-3-match mot Burnley, och hans första mål för klubben kom i 4-2-vinsten bort mot Leicester City 26 december 1967. Under Brookings första säsong i A-laget gjorde han 28 matcher och nio mål. 6 april 1968 gjorde han sitt enda hattrick i karriären i en 5-0-seger mot Newcastle United. Den enda gången som Brookings plats i startelvan var hotad var när klubben köpte in Tommy Taylor. Så småningom så flyttades dock Taylor ner som mittback och Brooking tog tillbaka sin plats på mittfältet.
Trevor Brooking vann FA-cupen två gånger; 1975 och 1980. I finalen 1980 då Arsenal stod för motståndet, gjorde Brooking matchens enda mål. Trevor Brooking har även spelat i finalerna av FA Charity Shield 1975 och 1980, Cupvinnarcupen 1976 samt i Engelska Ligacupen 1981. Hans sista match i West Ham kom 18 maj 1984 mot Everton. Under 17 säsonger i klubben blev han utsedd till säsongens spelare vid fem tillfällen: 1972, 1976, 1977, 1978 och 1984. Med sina 647 tävlingsmatcher för West Ham är han den 4:e spelaren som har gjort flest matcher i West Ham efter Billy Bonds, Frank Lampard Sr. och Bobby Moore.

## Internationell karriär
Brooking gjorde sin debut för England i en 0-0-match mot Portugal 3 april 1974. Trots 47 landskamper så spelade Brooking bara tre matcher i stora turneringar. Vid EM 1980 startade han i öppningsmatchen mot Belgien. Han bänkades i den andra gruppspelsmatchen men kastades tillbaka in i startelvan och gjorde ett mål i Englands 2-1-vinst över Spanien. Vid VM 1982 drogs Brooking med en skada och spelade bara 30 minuter i den sista gruppspelsmatchen. Det var även Trevor Brookings sista match i landslaget.

## Tränarkarriär
I april 2003 utsågs Brooking av West Ham till tillfällig manager då Glenn Roeder fick en hjärntumör. Under säsongens tre sista matcher vann West Ham två och spelade en oavgjord, vilket dock inte räckte för att klara sig från nedflyttning. West Ham fick 42 poäng, vilket var nytt rekord för en klubb som åkte ur Premier League. Säsongen efter så tog det bara tre matcher innan West Ham sparkade Glenn Roeder och Trevor Brooking fick återigen hoppa in tillfälligt. Han hade hand om laget under elva matcher, med 7 segrar och bara en förlust som resultat, innan Alan Pardew utsågs som ersättare.

## Meriter
West Ham United
- FA-cupen: 1975, 1980